# Mozart och Salieri (opera)

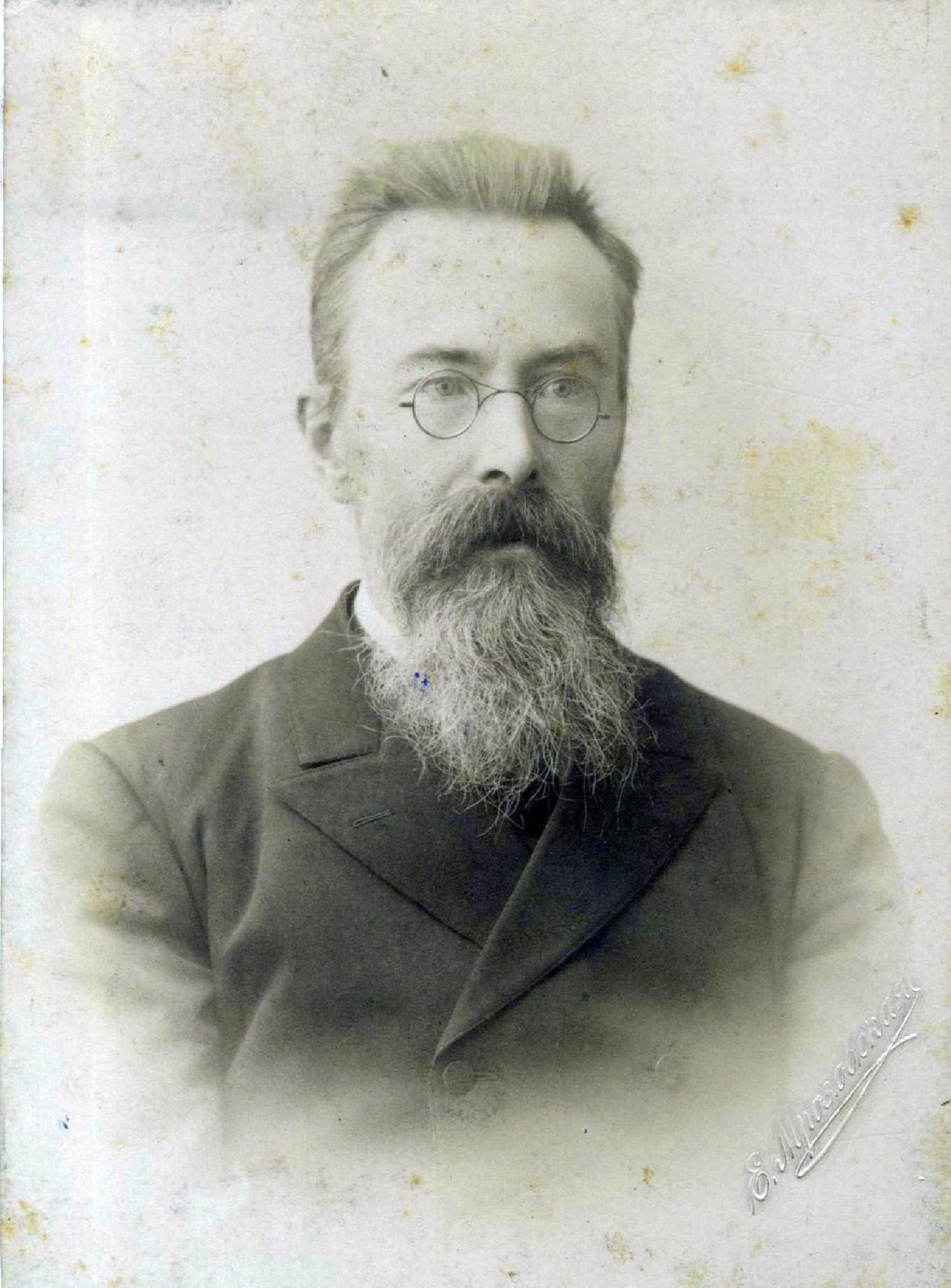
Nikolaj Rimskij-Korsakov

Mozart och Salieri (Ryska: Моцарт и Сальери, Motsart i Salyeri) är en opera (Dramatiska scener av Pusjkin) i en akt (två scener) med musik och text av Nikolaj Rimskij-Korsakov. Librettot bygger på dramat med samma namn av Aleksandr Pusjkin.

## Historia
Då Pusjkin skrev sina dramatiska scener på 1830-talet var det alltjämt en utbredd uppfattning att Salieri verkligen hade mördat Mozart, så som han själv hade bekänt på sin dödsbädd. Rimskij-Korsakov utnyttjade först endast den andra scenen men byggde senare ut den till en hel opera. Operan är tillägnad minnet av Aleksandr Dargomyzjskij, som i sin opera Stengästen tonsatte Pusjkins text utan ändringar. Rimskij-Korsakov gjorde detsamma med Mozart och Salieri och resultatet blev en fortlöpande ariosostil. De två scenerna skulle ursprungligen ha sammanbundits av ett intermezzo men Rimskij-Korsakov övergav idén under arbetets gång. Tjajkovskij använde sig av "neoklassiska" inslag i några av sina operor men aldrig tidigare hade en komplett opera, om än en kort sådan, baserats på sådant material. Operan hade premiär den 7 december 1898 på Solodovnikovteatern i Moskva. Först 1927 uppfördes opera utanför Ryssland, då i London.
Svensk premiär den 4 december 1972 (konsertant framträdande) i Stockholms konserthus.

## Personer
- Mozart (tenor)
- Salieri (baryton)[1]
- En blind spelman (stum roll)
- En kör bakom scenen sjunger i andra scenen några takter ur Mozarts Requiem.

## Handling

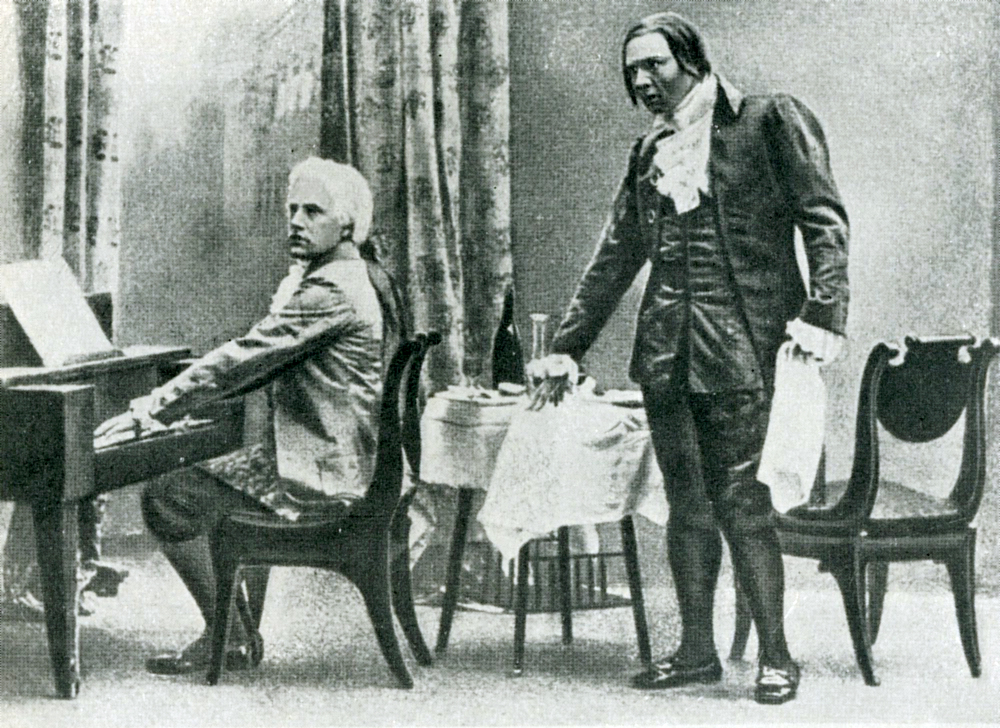
Vasilij Sjkafer som Mozart och Fjodor Sjaljapin som Salieri vid premiären 1898.

### Scen I
Salieri är missmodig därför att han aldrig har kommit så långt inom musiken som han anser att hans uppoffringar berättigar honom till. Då han får besök av Mozart, som har roligt åt att en gatumusikant har misshandlat Cherubinos aria i Figaros bröllop och i samma sekund sätter sig ned och spelar en gudabenådad fantasi för honom, grips han av avund och beslutar att mörda Mozart. Han inbjuder honom till middag och häller gift i vinet. 

### Scen II
Under måltidens gång berättar Mozart om sitt requiem, och då samtalet kommer in på Figaros bröllop drar sig Mozart till minnes att Salieri en gång har känt Pierre de Beaumarchais personligen och frågar då om det var sant att han var giftmördare. Det förnekar Salieri och Mozart skålar då för deras vänskap. Han börjar känna sig dålig och går hem, och då inser Salieri att han har begått en illgärning och att avund var dess enda motiv. Som Mozart själv har sagt kort innan: begåvning och missbruk av förtroende kan inte existera samtidigt, och geniet existerar för sin egen skull.